# Campeonato de Fútbol de Costa Rica 1940
El Campeonato de Fútbol de 1940, fue la edición número 20 de Liga de Fútbol de Costa Rica en disputarse, organizada por la FEDEFUTBOL.
El Club Sport Cartaginés, ganó su cuarto título de primera división el año 2022, esperando 82 años para volver a ser campeón, aunque estuvo cerca de conseguirlo en los años 70, 80 y 90.

## Equipos inscritos
| Provincia | N.º | Equipos                                  |
| --------- | --- | ---------------------------------------- |
| San José  | 3   | La Libertad, Gimnástica Española y Orión |
| Alajuela  | 1   | Alajuelense                              |
| Cartago   | 1   | Cartaginés                               |
| Heredia   | 1   | Herediano                                |

## Formato del torneo
Se jugaron dos vueltas, en donde los equipos debían enfrentarse todos contra todos. 

## Tabla de posiciones
| Equipo | Pts | PJ | PG | PE | PP | GF | GC | DG  |
| --- | --- | -- | -- | -- | -- | -- | -- | --- |
| Club Sport Cartaginés | 13  | 10 | 5  | 3  | 2  | 28 | 20 | +8  |
| Orión F.C. | 12  | 10 | 5  | 2  | 3  | 19 | 18 | +1  |
| Club Sport Herediano | 11  | 10 | 4  | 3  | 3  | 28 | 20 | +8  |
| Sociedad Gimnástica Española | 10  | 10 | 5  | 0  | 5  | 20 | 26 | -6  |
| Club Sport La Libertad | 9   | 10 | 4  | 1  | 5  | 24 | 24 | 0   |
| Liga Deportiva Alajuelense | 5   | 10 | 2  | 1  | 7  | 18 | 29 | -11 |
| Pts – Puntos; PJ – Partidos Jugados; PG - Partidos Ganados; PE - Partidos Empatados; PP - Partidos Perdidos; GF – Goles a Favor; GC – Goles en Contra; DG – Diferencia de Goles |     |    |    |    |    |    |    |     |

|  |                  |
|  | Campeón Nacional |

| Campeón Club Sport Cartaginés Campeonato #3 |

Planilla del Campeón: Manuel Sáenz, Napoleón Aguilar, Humberto Coto, Omar Flores, Héctor Cruz, Enrique Madriz, Rafael Cruz, Rafael Camacho, José Achoy (Boliche), Otto Meza, Antonio Cartín, Antonio Monge, Jacobo Murillo, Rafael "Fello" Meza, Julio "El Negro" Cordero, Alfredo Cruz, Carlos Chinchilla, Humberto Cisneros, Jorge Calvo, Alfonso Arnaez, Hernán Cabalceta, Manuel Cantillo, Marcos Madriz, Carlos Robles, Godofredo Cruz, José Marín

## Goleador
| Jugador                | Equipo     | Goles |
| ---------------------- | ---------- | ----- |
| José Rafael Fello Meza | Cartaginés | 7     |

## Torneos
| Predecesor: Campeonato 1939 | Liga de Fútbol de Costa Rica Campeonato 1940 | Sucesor: Campeonato 1941 |